# Gräsbergsklövet
Gräsbergsklövet är ett naturreservat i Rättviks kommun i Dalarnas län.
Området är naturskyddat sedan 2003 och är 151 hektar stort. Reservatet består av barrnaturskog som täcker berget och dess sluttningar. I sydväst och öster nedanför berget finns även några myrar och en tjärn.